# Norberto Outes
Norberto Daniel Outes (Avellaneda, 5 de maio de 1929) é um ex-futebolista argentino.
É um dos maiores ídolos da história do Independiente, onde jogou 189 partidas entre 1975 e 1980, marcando 95 gols. O mais famoso deles, de cabeça, abriu o placar em famosa decisão contra o Talleres em que o Rojo conseguiu sagrar-se campeão argentino com oito jogadores em campo enfretando onze adversários e uma arbitragem tendenciosa para a equipe cordobesa, que decidia em casa; os diablos sofreriam uma virada e empataram com Ricardo Bochini nos minutos finais. Outes foi, por sinal, um dos atacantes com quem o Bocha melhor se entendeu em campo, transformando em gols as jogadas bochinescas.
Deixou o clube em 1980, após outro título argentino. Fez sucesso também no México, sendo duas vezes artilheiro da liga mexicana.